# Abbas Hassan
Abbas Hassan, född 10 maj 1985 i Blida, är en svensk-libanesisk fotbollsspelare (målvakt) som spelar för Nejmeh SC.

## Karriär
Hassans moderklubb är Arvidstorps IK. Han spelade för IF Elfsborg 2002 till 2009, då han till största delen var andramålvakt bakom Johan Wiland. När Wiland var skadad 2005 fick Hassan stå i ett par matcher, där han gjorde succé.
2006 stod Hassan i en match i Svenska cupen där hans Elfsborg åkte ur mot Helsingborgs IF efter straffläggning.
2008 började med att Hassan åkte över till Manchester City där han provtränade. Klubben valde dock att inte skriva kontrakt med honom.
I juli 2009 blev han klar för danska Ålborg BK där han blev klubbkamrat med Louay Chanko och Andreas Johansson. 
Totalt blev det 13 allsvenska matcher för Abbas Hassan första vändan i IF Elfsborg.
Den 29 juni 2010 blev det klart att Abbas Hassan skrivit på ett korttidskontrakt med IFK Norrköping i Superettan för att ersätta den skadade reservmålvakten David Mitov Nilsson. Fredagen den 27 augusti fick han debutera på Nya Parken mot Ljungskile SK då han ersatte avstängde målvakten Niklas Westberg i IFK Norrköping. Matchen slutade 2–1 till IFK Norrköping. Efter säsongen när Norrköping tagit sig tillbaka till Allsvenskan så skrev Hassan på ett 3-årskontrakt med klubben.
Den 6 februari 2013 blev det klart att Hassan återvänder till Borås och IF Elfsborg då han skrev ett kontrakt med klubben.
Abbas Hassan gjorde landslagsdebut för Libanon mot Irak 22 januari 2012.